# Премия «Ника» за лучшую работу художника по костюмам
Премия «Ника» за лучшую работу художника по костюмам вручается ежегодно Российской Академией кинематографических искусств, начиная с первой церемонии в 1988 году.

## Список лауреатов и номинантов
• Лауреаты выделены отдельным цветом. 

### 1988—1990
| Церемония  | Художник по костюмам | Фильм                                                        |
| ---------- | -------------------- | ------------------------------------------------------------ |
| 1-я (1988) | • Лидия Нови         | «Борис Годунов»                                              |
| 1-я (1988) | • Ганна Ганевская    | «Скверный анекдот»                                           |
| 2-я (1989) | • Лариса Конникова   | «Господин оформитель»                                        |
| 2-я (1989) | • Элеонора Семёнова  | «Отступник»                                                  |
| 2-я (1989) | • Роза Искакова      | «Выйти из леса на поляну»                                    |
| 3-я (1990) | • Наталья Монева     | «Убить дракона»                                              |
| 3-я (1990) | • Наталья Дзюбенко   | «Чёрная роза — эмблема печали, красная роза — эмблема любви» |
| 3-я (1990) | • Евгения Червонская | «Гулящие люди»                                               |

### 1991—2000
| Церемония   | Художник(и) по костюмам                | Фильм(ы)                                         |
| ----------- | -------------------------------------- | ------------------------------------------------ |
| 4-я (1991)  | • Лариса Конникова                     | «Царская охота»                                  |
| 4-я (1991)  | • Ганна Ганевская                      | «Мать»                                           |
| 4-я (1991)  | • Надежда Фадеева                      | «Подземелье ведьм»                               |
| 5-я (1992)  | • Вера Романова                        | «Цареубийца»                                     |
| 5-я (1992)  | • Ирина Гинно                          | «Небеса обетованные»                             |
| 5-я (1992)  | • Элла Маклакова                       | «Умирать не страшно», «Униженные и оскорблённые» |
| 6-я (1993)  | • Наталья Полях                        | «Ричард Львиное Сердце»                          |
| 6-я (1993)  | • Марина Здорнова                      | «Гардемарины III»                                |
| 6-я (1993)  | • Елена Лукьянова и Марина Ананьева    | «Бесы»                                           |
| 7-я (1994)  | • Александр Осипов                     | «Мечты идиота»                                   |
| 7-я (1994)  | • Наталья Дзюбенко                     | «Стрелец неприкаянный»                           |
| 7-я (1994)  | • Надежда Васильева и Лариса Конникова | «Провинциальный бенефис»                         |
| 8-я (1995)  | • Надежда Васильева                    | «За́мок»                                          |
| 8-я (1995)  | • Галина Антипина                      | «Увлеченья»                                      |
| 8-я (1995)  | • Тамара Горшенина                     | «Волшебник Изумрудного города»                   |
| 9-я (1996)  | • Виктория Ильина                      | «Барышня-крестьянка»                             |
| 9-я (1996)  | • Светлана Лузанова                    | «Какая чудная игра»                              |
| 9-я (1996)  | • Екатерина Михайловская               | «Мания Жизели»                                   |
| 10-я (1997) | • Нина Крючкова и Михаил Горелик       | «Ермак»                                          |
| 10-я (1997) | • Алина Будникова                      | «Ревизор»                                        |
| 10-я (1997) | • Светлана Лузанова                    | «Чёрная вуаль»                                   |
| 11-я (1998) | • Лариса Конникова                     | «Царевич Алексей»                                |
| 11-я (1998) | • Наталья Монева                       | «Вор»                                            |
| 11-я (1998) | • Регина Хомская                       | «Маленькая принцесса»                            |
| 12-я (1999) | • Лариса Конникова                     | «Цветы календулы»                                |
| 12-я (1999) | • Надежда Васильева                    | «Про уродов и людей»                             |
| 12-я (1999) | • Светлана Медовая                     | «Князь Юрий Долгорукий»                          |
| 13-я (2000) | • Екатерина Шапкайц                    | «Хрусталёв, машину!»                             |
| 13-я (2000) | • Ганна Ганевская                      | «Незримый путешественник»                        |
| 13-я (2000) | • Галина Деева                         | «Барак»                                          |

### 2001—2010
| Церемония   | Художник(и) по костюмам                           | Фильм                                   |
| ----------- | ------------------------------------------------- | --------------------------------------- |
| 14-я (2001) | • Наталья Полях                                   | «Русский бунт»                          |
| 14-я (2001) | • Лариса Конникова                                | «Бременские музыканты & Co»             |
| 14-я (2001) | • Елена Супрун                                    | «Дневник его жены»                      |
| 15-я (2002) | • Наталья Замахина                                | «Сказ про Федота-стрельца»              |
| 15-я (2002) | • Лидия Крюкова                                   | «Телец»                                 |
| 15-я (2002) | • Светлана Титова                                 | «Яды, или Всемирная история отравлений» |
| 16-я (2003) | • Руслан Хвастов                                  | «Чеховские мотивы»                      |
| 16-я (2003) | • Марина Николаева                                | «Кукушка»                               |
| 16-я (2003) | • Светлана Титова                                 | «Копейка»                               |
| 17-я (2004) | • Лидия Крюкова, Тамара Сеферян и Мария Гришанова | «Русский ковчег»                        |
| 17-я (2004) | • Наталья Иванова                                 | «Ключ от спальни»                       |
| 17-я (2004) | • Лариса Конникова                                | «Бедный, бедный Павел»                  |
| 18-я (2005) | • Наталья Монева                                  | «Смерть Таирова»                        |
| 18-я (2005) | • Александра Весельчакова                         | «Свои»                                  |
| 18-я (2005) | • Ольга Погодина и Екатерина Дыминская            | «Водитель для Веры»                     |
| 19-я (2006) | • Елена Малич                                     | «Garpastum»                             |
| 19-я (2006) | • Галина Деева                                    | «Космос как предчувствие»               |
| 19-я (2006) | • Лидия Крюкова                                   | «Солнце»                                |
| 20-я (2007) | • Наталья Иванова                                 | «Андерсен. Жизнь без любви»             |
| 20-я (2007) | • Ирина Гинно                                     | «Многоточие»                            |
| 20-я (2007) | • Светлана Титова                                 | «Волкодав из рода Серых Псов»           |
| 21-я (2008) | • Карин Лор                                       | «Монгол»                                |
| 21-я (2008) | • Дмитрий Андреев                                 | «Русская игра»                          |
| 21-я (2008) | • Наталья Дзюбенко и Сергей Стручев               | «1612: Хроники смутного времени»        |
| 22-я (2009) | • Александр Осипов                                | «Стиляги»                               |
| 22-я (2009) | • Надежда Васильева                               | «Нирвана»                               |
| 22-я (2009) | • Татьяна Мамедова                                | «Обитаемый остров. Фильм 1»             |
| 23-я (2010) | • Наталья Дзюбенко                                | «Анна Каренина»                         |
| 23-я (2010) | • Наталья Дзюбенко и Екатерина Дыминская          | «Царь»                                  |
| 23-я (2010) | • Екатерина Шапкайц                               | «Тарас Бульба»                          |

### 2011—2019
| Церемония   | Художник(и) по костюмам                                               | Фильм                              |
| ----------- | --------------------------------------------------------------------- | ---------------------------------- |
| 24-я (2011) | • Сергей Стручёв и Владимир Корецкий                                  | «Брестская крепость»               |
| 24-я (2011) | • Надежда Васильева                                                   | «Кочегар»                          |
| 24-я (2011) | • Галина Деева и Марк Ли                                              | «Край»                             |
| 25-я (2012) | • Людмила Гаинцева                                                    | «Жила-была одна баба»              |
| 25-я (2012) | • Надежда Васильева                                                   | «Бедуин»                           |
| 25-я (2012) | • Татьяна Парфенова, Юрий Хариков, Ирина Милакова и Александр Петлюра | «Мишень»                           |
| 25-я (2012) | • Екатерина Шапкайц                                                   | «Высоцкий. Спасибо, что живой»     |
| 26-я (2013) | • Наталья Иванова                                                     | «Орда»                             |
| 26-я (2013) | • Дмитрий Андреев и Владимир Никифоров                                | «Белый тигр»                       |
| 26-я (2013) | • Лидия Крюкова                                                       | «Фауст»                            |
| 27-я (2014) | • Татьяна Патрахальцева                                               | «Сталинград»                       |
| 27-я (2014) | • Ольга Гусак                                                         | «Небесные жёны луговых мари»       |
| 27-я (2014) | • Наталья Дзюбенко                                                    | «Иуда»                             |
| 28-я (2015) | • Екатерина Шапкайц                                                   | «Трудно быть богом»                |
| 28-я (2015) | • Людмила Гаинцева                                                    | «Шагал — Малевич»                  |
| 28-я (2015) | • Наталья Дзюбенко                                                    | «Поддубный»                        |
| 29-я (2016) | • Ольга Гусак                                                         | «Ангелы революции»                 |
| 29-я (2016) | • Владимир Никифоров, Дмитрий Андреев                                 | «Орлеан»                           |
| 29-я (2016) | • Наталья Монева                                                      | «Конец прекрасной эпохи»           |
| 30-я (2017) | • Татьяна Патрахальцева                                               | «Дуэлянт»                          |
| 30-я (2017) | • Екатерина Дыминская                                                 | «Дама Пик»                         |
| 30-я (2017) | • Екатерина Шапкайц                                                   | «Викинг»                           |
| 31-я (2018) | • Надежда Васильева, Ольга Михайлова                                  | «Матильда»                         |
| 31-я (2018) | • Дмитрий Андреев, Владимир Никифоров                                 | «Анна Каренина. История Вронского» |
| 31-я (2018) | • Лариса Конникова                                                    | «Хармс»                            |
| 32-я (2019) | • Татьяна Патрахальцева                                               | «История одного назначения»        |
| 32-я (2019) | • Татьяна Долматовская                                                | «Лето»                             |
| 32-я (2019) | • Елена Окопная                                                       | «Довлатов»                         |
| 33-я (2020) | • Дмитрий Андреев                                                     | «Грех»                             |
| 33-я (2020) | • Ольга Бахарева                                                      | «Мальчик русский»                  |
| 33-я (2020) | • Людмила Гаинцева                                                    | «Француз»                          |
| 34-я (2021) | • Татьяна Патрахальцева, Галя Солодовникова                           | «Серебряные коньки»                |
| 34-я (2021) | • Константин Мазур                                                    | «Дорогие товарищи!»                |
| 34-я (2021) | • Екатерина Химичева                                                  | «Блокадный дневник»                |